# Zamieszki roku Jinshin
Zamieszki roku Jinshin (jap. 壬申の乱 Jinshin no ran) – kilkumiesięczny konflikt militarny w Japonii, który powstał w wyniku sporu o sukcesję po śmierci cesarza Tenji (Tenchi) w 672 roku, czyli 9. roku (Jinshin) w sześćdziesięcioletnim cyklu kalendarza chińskiego (jap. kanshi lub eto). 
Tenji początkowo wyznaczył jako następcę swojego brata, księcia Ō-ama, jednak później zmienił zdanie na korzyść swojego syna, księcia Ōtomo.  W rezultacie wybuchły walki. Ōtomo objął tron jako cesarz Kōbun, lecz przed upływem roku popełnił samobójstwo. Tron objął dzięki sile militarnej jego stryj Ō-ama (przybierając imię Temmu).